# 13577 Ukawa
13577 Ukawa (tên chỉ định: 1993 HR1) là một tiểu hành tinh vành đai chính. Nó được phát hiện bởi Kin Endate và Kazuro Watanabe ở Đài thiên văn Kitami ở Hokkaidō, Nhật Bản, ngày 16 tháng 4 năm 1993. Nó được đặt theo tên Hirohumi Ukawa.